# Бачне
Бачне (словен. Bačne) — поселення в общині Гореня вас-Поляне, Горенський регіон, Словенія. Висота над рівнем моря: 632,3 м.